# Nadderud Stadion
Nadderud Stadion – wielofunkcyjny stadion w Bekkestua, w gminie Bærum, w Norwegii. Został otwarty w 1961 roku. Może pomieścić 4938 widzów. Swoje spotkania rozgrywają na nim piłkarze klubu Stabæk Fotball. Na obiekcie dwukrotnie, w latach 1966 i 1985 rozegrano lekkoatletyczne Mistrzostwa Norwegii. Stadion był również jedną z aren Mistrzostw Europy U-19 w 2002 roku. Odbyły się na nim dwa spotkania fazy grupowej tego turnieju.